# حسين حاكم
حسين حاكم الشمري ، من مواليد 26 يونيو 1984 ، لاعب كرة قدم كويتي.
و هو يلعب مع نادي الكويت.
و هو يلعب مع منتخب الكويت لكرة القدم.

## روابط خارجية
- حسين حاكم على موقع عالم كرة القدم.نت (الإنجليزية)
- حسين حاكم على موقع كووورة